# Marie Lotrinská

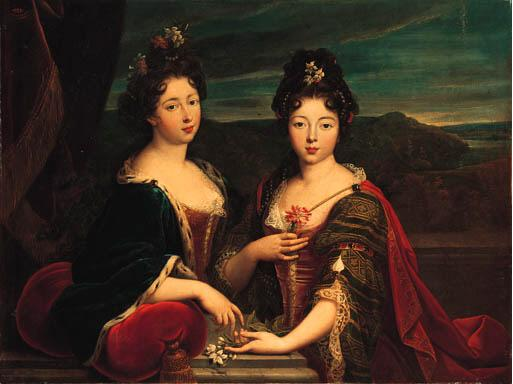
Portrét Marie de Lorraine (1674–1724) a její sestry Šarloty de Lorraine (1678–1757) od Nicolase Fouchého

Marie de Lorraine (12. srpna 1674, Paříž – 30. října 1724, Monacký knížecí palác) byla princezna z rodu Lotrinsko-Guisových a monacká kněžna jako manželka Antonína I. Monackého. Byla matkou Luisy-Hippolyty Grimaldiové, jediné suverénní monacké kněžny.

## Mademoiselle d'Armagnac
Marie byla deváté ze čtrnácti dětí Ludvíka Lotrinského, hraběte z Armagnacu, a jeho manželky Kateřiny de Neufville-Villeroy (1639–1707). Její otec byl členem rodu Guisů, kadetní větve rodu Lotrinských, a u francouzského dvora držel titul prince étranger. Její matka byla dcerou Nicolase de Neufville, vévody z Villeroy, francouzského maršála a guvernéra Ludvíka XIV.

## Vévodkyně z Valentinois
Při obřadu vedeném Pierrem du Cambout de Coislin v královské kapli ve Versailles se Marie 13. června 1688 provdala za Antonína Grimaldiho, vévodu z Valentinois. Pár podepsal předmanželskou smlouvu 8. června 1688. Jako součást předmanželské smlouvy dal Ludvík XIV. rodu Grimaldiů oficiální hodnost zahraničního knížete u dvora.
Její manžel byl synem a dědicem knížete Ludvíka I. Monackého, a Kateřiny Šarloty de Gramont, bývalé milenky Ludvíka XIV., který domluvil sňatek mezi Marií a Antonínem. U dvora se říkalo, že sňatek naplánovala madame de Maintenon, která se obávala, že pokud Marii nedostane pryč od dvora, stane se královou milenkou. Madame de Maintenon však napsala, že Marie byla jednou z „nejsympatičtějších žen v království“.
Manželství nebylo šťastné. Antonín byl popisován jako surovec, který měl poměry se zpěvačkami z Opery, a Marie reagovala tím, že si našla své vlastní milence. Saint-Simon ji popsal ve svých pamětech: „vévodkyně z Valentinois byla okouzlující mladá věc... rozmazlená náklonností jejích rodičů a pozorností dvořanů, kteří navštěvovali domácnost Lotrinských... [Krásné dcery], které byly její hlavní ozdobou přitahovaly nejzářivější mladé muže. Její manžel si velmi rozumně uvědomil, že nemá navrch“ a Madame de La Fayette napsala, že „flirtuje elegantněji, než všechny dámy z království dohromady“.
Marie byla v roce 1692 poslána do Monaka během vojenské služby jejího manžela, kde se k ní později připojil. Vyvolala velký skandál tím, že tvrdila, že její tchán, postarší kníže Ludvík I., vůči ní učinil nechtěné sexuální návrhy, možná jako způsob, jak získat povolení k návratu do Paříže. V roce 1693 se vrátila do Paříže, kde s podporou svojí matky žila odděleně od manžela. V Paříži se účastnila života vysoké společnosti a měla řadu milenců. Po šesti letech její matka a král pár znovu spojili, aby zplodili dědice a tak se v roce 1697 vrátili do Monaka.
Bylo jasné, že Marie neporodí syna. Její manžel během manželství zplodil mnoho nemanželských dětí.

## Kněžna z Monaka
Po smrti jejího tchána se její manžel roku 1701 stal monackým knížetem. Se svým manželem žila v Monaku až do roku 1712. Jejich vztah byl nešťastný, ale pokojný. Ve skutečnosti žili odděleně. Antonín v Giardinettu, domku, který postavil pro svoji milenku, Mademoiselle Montespan, a Marie ve svém pavilonu, Mon Desert. Byl postaven v roce 1717 a nacházel se na náměstí Place de la Visitation, kde nyní stojí Ministère d'Etat.
Marie strávila poslední část svého života klidně, často se vracela na francouzský dvůr. Antonio a Marie se v roce 1712 dostali do konfliktu kvůli sňatku své dcery a dědičky Luisy. Antonín dal přednost tomu, aby se Luisa provdala za hraběte de Roye, zatímco Marie dávala přednost hraběti de de Chatillon a podporována svou rodinou odmítla souhlasit s Antonínovým kandidátem. To vyústilo v konflikt, který trval dva roky a způsobil hněv Ludvíka XIV. Marie řekla své dceři, aby odmítla otcovu volbu, což vedlo k tomu, že Antonín nechal Luisu uvěznit v klášteře. Marie opustila Monako a odcestovala do Paříže, kde Antonín brzy zjistil, že se jeho plány s jejich dcerou francouzskému dvoru nelíbí, a byl nucen propustit svou dceru z vězení a vzdát se svých plánů provdat ji za Roye. Marie dokázala přimět Antonína, aby souhlasil se sňatkem Luisy s hrabětem de Matignon. Po sňatku Luisy s Matignonem se Marie vrátila do Monaka.
Zemřela 30. října 1724 v Knížecím paláci v Monaku poté, co zorganizovala sňatky svých dvou přeživších dcer, Luisy Hippolyty a Markéty. Pohřbená byla v Katedrále sv. Mikuláše v Monaku. Její manžel zemřel v roce 1731. Suverénní monackou kněžnou se stala jejich dcera Luisa Hippolyta Grimaldiová. Provdala se za hraběte Jakuba Goyona de Matignon, a je přímým předkem vládnoucího knížete Alberta II. Monackého.

## Potomstvo
- 1. Kateřina Šarlota Grimaldiová, Mademoiselle de Monaco, (7. října 1691 – 18. června 1696) zemřela v dětství.
- 2. Luisa Hippolyta Grimaldiová, suo iure kněžna monacká, (10. listopadu 1697 – 29. prosince 1731) se provdala za Jakuba Goyona, hraběte z Matignon.
- 3. Alžběta Šarlota Grimaldiová, Mademoiselle de Valentinois, (3. listopadu 1698 – 25. srpna 1702) zemřela v dětství.
- 4. Markéta Kamila Grimaldiová, Mademoiselle de Carlades, (1. května 1700 – 27. dubna 1758) se provdala za Ludvíka de Gand de Mérode de Montmorency, knížete z Isenghien.
- 5. Marie Devota Grimaldiová, Mademoiselle des Baux, (15. března 1702 – 24. října 1703) zemřela v dětství.
- 6. Marie Pavlína Teresa Devota Grimaldiová, Mademoiselle de Chabreuil, (23. října 1708 – 20. května 1726) zemřela neprovdána.